# Alfabeto uigur
Alfabeto uigur (em uigur: ئۇيغۇر ئەرەب يېزىقى) é um alfabeto árabe usado para escrever a língua uigur, principalmente por uigures que vivem na China. É um dos vários alfabetos uigures e é o alfabeto oficial da língua uigur desde 1982.
O primeiro alfabeto derivado de perso-árabe para o uigur foi desenvolvido no século X, quando o Islã foi introduzido lá. A versão usada para escrever a linguagem Chagatai. Tornou-se a língua literária regional, agora conhecida como alfabeto Chagatay. Foi usado quase exclusivamente até ao início da década de 1920. Roteiros uigures alternativos começaram a emergir e coletivamente deslocaram Chagatai; Kona Yëziq, que significa "script antigo", agora o distingue e UEY das alternativas que não são derivadas do árabe. Entre 1937 e 1954, o alfabeto perso-árabe usado para escrever uigur foi modificado removendo letras redundantes e adicionando marcações para vogais. Um alfabeto cirílico foi adotado na década de 1950 e um alfabeto latino em 1958. O alfabeto perso-árabe uigur moderno foi oficializado em 1978 e reinstituído pelo governo chinês em 1983, com modificações para representar as vogais uigur.
O alfabeto árabe usado antes das modificações (Kona Yëziq) não representava vogais uigures e, de acordo com Robert Barkley Shaw, a ortografia era irregular e as letras das vogais longas eram frequentemente escritas para vogais curtas, pois a maioria dos falantes de Turki não tinha certeza da diferença entre vogais longas e curtas. O alfabeto pré-modificação usava diacríticos árabes (zabar, zer e pesh) para marcar vogais curtas. O alfabeto pré-modificação usava diacríticos árabes (zabar, zer e pesh) para marcar vogais curtas.
Robert Shaw escreveu que os escritores de Turki "inseriram ou omitiram" as letras das vogais longas ا, ã e ã à sua maneira, para que várias grafias da mesma palavra pudessem ocorrer e o ة era usado para representar uma letra curta por alguns escritores de Turki.

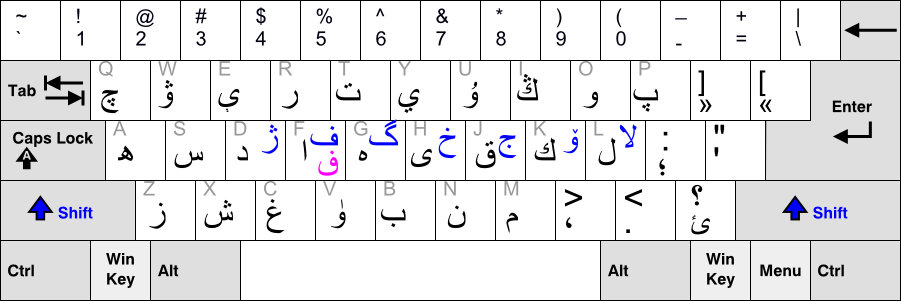
Layout do teclado do Windows Uyghur. Neste layout de teclado, as vogais usam o alfabeto mais antigo do alfabeto árabe e não as letras simples mais recentes do alfabeto Uyghur Ereb Yëziqi (composto por pares de letras árabes, começando com um alef com hamza que deve ser inserido separadamente neste teclado antes do vogal real). O layout do teclado também se baseia no alfabeto latino mais antigo usado para o uigur misto Yëngi Yëziq e não permite a inserção correta de todas as vogais para o script árabe atual. Ele se aproxima mais do script Chatagai mais antigo, que agora está obsoleto para o Uyghur e é considerado adequado apenas para o Kona Yëziq, ou seja, "script antigo".

O alfabeto árabe uigur ugur moderno reformado eliminou letras cujos sons eram encontrados apenas em árabe e soletravam palavras em empréstimos árabes e persas, como palavras religiosas islâmicas, como eram pronunciadas em uigur e não como eram originalmente escritas em árabe ou persa.
| Letra | ا   | ب         | پ | ت | ج | چ  | ح  | خ  | د | ر | ز       | س | ش       |
| Latim | a   | b         | p | t | j | ch | h  | kh | d | r | z       | s | sh      |
| Letra | ع   | غ         | ف | ق | ك | گ  | نگ | ل  | م | ن | و       | ھ | ى       |
| Latim | ain | Gh, Ghain | f | q | k | g  | ng | l  | m | n | w, o, u | h | y, e, i |

| Letra | ـَ     | ـِ   | ـُ    |
| Nome  | zabar | zer | pesh |
| Letra | ا     | ي   | و    |
| Nome  | alif  | ye  | wáo  |

| Letra | ئا،ا | ئە،ە | ب | پ | ت | ج  | چ  | خ   | د    | ر    | ز    | ژ    | س   | ش    | غ    | ف   |
| IPA   | ɑ,a  | ɛ,æ  | b | p | t | dʒ | tʃ | χ,x | d    | r,ɾ  | z    | ʒ    | s   | ʃ    | ʁ,ɣ  | f,ɸ |
| Letra | ق    | ك    | گ | ڭ | ل | م  | ن  | ھ   | ئو،و | ئۇ،ۇ | ئۆ،ۆ | ئۈ،ۈ | ۋ   | ئې،ې | ئى،ى | ي   |
| IPA   | q    | k    | g | ŋ | l | m  | n  | h,ɦ | o,ɔ  | u,ʊ  | ø    | y,ʏ  | w,v | e    | i,ɨ  | j   |

Várias dessas alternativas foram influenciadas por considerações de política de segurança da União Soviética ou da República Popular da China. (As áreas uigures soviéticas experimentaram vários alfabetos não árabes e os antigos países da CEI, especialmente o Cazaquistão, agora usam principalmente um alfabeto cirílico, chamado Uyghur Siril Yëziqi.)
Um alfabeto latino derivado de Pinyin (com letras adicionais emprestadas de cirílico), então chamado de "Novo script" ou Uyghur Yëngi Yëziq ou UYY, foi por algum tempo o único alfabeto oficialmente aprovado usado para Uigur em Xinjiang. Tinha deficiências técnicas e encontrou resistência social; Uyghur Ereb Yëziqi (UEY), uma expansão do antigo alfabeto Chagatai baseada no alfabeto árabe, agora é reconhecida, juntamente com um alfabeto latino mais recente chamado Uyghur Latin Yëziqi ou ULY, substituindo o antigo alfabeto derivado de Pinyin; Às vezes, UEY é pretendido quando o termo "Kona Yëziq" é usado.

## Alfabeto antigo comparado ao moderno
| Alfabeto perso-árabe antigo (Kona Yëziq) usado antes do século XX | Alfabeto árabe uigur moderno | Latim       | Significado      |
| ----------------------------------------------------------------- | ---------------------------- | ----------- | ---------------- |
| بغرا                                                              | بۇغرا                        | bughra      | Camelo           |
| ارسلان                                                            | ئارىسلان                     | arislan     | Leão             |
| سلطان                                                             | سۇلتان                       | sultan      | sultão           |
| يوسف                                                              | يۈسۈپ                        | Yüsüp       | Iúçufe           |
| حسن                                                               | ھەسەن                        | Hesen       | Haçane           |
| خلق                                                               | خەلق                         | xelq        | Pessoas          |
| كافر                                                              | كاپىر                        | kapir       | infiel           |
| مسلمان                                                            | مۇسۇلمان                     | musulman    | Muçulmano        |
| منافق                                                             | مۇناپىق                      | munapiq     | Hipócrita        |
| اسلام                                                             | ئىسلام                       | Islam       | Islam            |
| دين                                                               | دىن                          | din         | Religião         |
| كاشقر                                                             | قەشقەر                       | Qeshqer     | Casgar           |
| ختن                                                               | خوتەن                        | Xoten       | Cotã             |
| ينگي حصار                                                         | يېڭىسار                      | Yëngisar    | Yangi Hissar     |
| ساريق قول                                                         | سارىقول                      | Sariqol     | Sarikol          |
| قيرغيز                                                            | قىرغىز                       | Qirghiz     | Quirguiz         |
| دولان                                                             | دولان                        | Dolan       | Dolan people     |
| كوندوز                                                            | كۈندۈز                       | kündüz      | day-time         |
| ساريغ ou ساريق                                                    | سېرىق                        | sériq       | yellow           |
| مارالباشي                                                         | مارالبېشى                    | Maralbëshi  | Maralbexi County |
| لونگي                                                             | لۇنگى                        | Lun'gi      | Lungi            |
| آلتی شهر                                                          | ئالتە شەھەر                  | Alte sheher | Altishahr        |
| آفاق خواجه                                                        | ئاپاق خوجا                   | Apaq Xoja   | Afaq Khoja       |
| پيچاق                                                             | پىچاق                        | pichaq      | knife            |